# Мирное разрешение международных споров
Мирное разрешение международных споров — отрасль международного права, принципы и нормы которой определяют порядок урегулирования споров между субъектами международного права (государствами и международными организациями) мирными средствами. Международные конвенции о законах и обычаях войны,  заложившие основу комплекса норм международного гуманитарного права, были приняты на первой и второй мирных конференциях в Гааге, созванных по инициативе Российской империи в 1899 и 1907 годах, а на Второй Гаагской конференции была поддержана идея Николая II о создании Лиги наций.
В состав обязательства мирного урегулирования международных споров включается обязанность разрешать все возникающие разногласия без применения силы, а также обязанность действовать добросовестно и обязанность осуществлять сотрудничество.

## История
Гаагская Конвенция о мирном решении международных столкновений 1907 г. предусматривала следующие средства мирного разрешения споров: переговоры, добрые услуги, посредничество, следственная комиссия, арбитраж. В 1899 году по решению первой Гаагской мирной конференции была создана Постоянная палата третейского суда, ныне являющаяся старейшей организацией для разрешения международных споров.
До Гаагских конференций международное право преимущественно являлось правом войны (jus ad bellum) , давая государству при конфликте возможность отказаться от его мирного урегулирования и решить спор вооруженным путём. Гаагские конвенций заложили систему международно-правовых средств мирного разрешения межгосударственных споров,  в основном действующую и поныне без существенных изменений. Для этого в Гааге были обобщены и кодифицированы имевшиеся инструменты мирного урегулирования и практика их применения, что было первой попыткой на мировом уровне ограничить право на войну и закрепить принцип мирного разрешения международных споров.
В соответствии со Статутом Лиги Наций в 1922 году была учреждена Постоянная палата международного правосудия – первый международный судебные орган, разбирающий споры государств.
Принцип мирного разрешения международных споров был вскоре закреплен в ряде международных договоров. Так, Договор об отказе от войны в качестве орудия национальной политики 1928 г. (Пакт Бриана — Келлога) запретил обращение к войне для урегулирования международных споров. Государства — участники Договора признавали, что разрешение всех могущих возникнуть между ними споров или конфликтов, какого бы характера или какого бы происхождения они ни были, должны «всегда изыскиваться только в мирных средствах».
После второй мировой войны принцип разрешения международных споров мирными средствами был зафиксирован и развит в Уставе ООН.
Согласно Уставу, единственным правомерным способом решения споров и разногласий между государствами являются мирные средства: переговоры, обследования, посредничество, примирение, арбитраж, судебное разбирательство, обращение к региональным органам или соглашениям или иные мирные средства по своему выбору. Кроме того, Устав уделяет большое внимание Совету Безопасности ООН, Генеральной Ассамблее ООН и Международному Суду ООН как инструментам  разрешения международных споров.
В 1970 году Генеральной Ассамблеей ООН была принята Декларация о принципах международного права, в которой подтверждался принцип, «согласно которому государства разрешают свои международные споры мирными средствами таким образом, чтобы не подвергать угрозе международный мир и безопасность и справедливость» . Принцип мирного разрешения споров закреплен также в Заключительном акте ОБСЕ и многих других многосторонних и двусторонних международных договорах.

## Согласительные способы мирного разрешения споров
Переговоры государств состоят в установлении непосредственных контактов и обсуждении спорных вопросов на двустороннем уровне. Иногда для решения споров могут организовываться многосторонние переговоры или международная конференция, куда приглашаются заинтересованные государства и авторитетные участники международных отношений.
Проведение консультаций по сложным и спорным вопросам часто предусматривается международными договорами. Предметом консультаций являются те же вопросы, что и на переговорах. Консультации, как и переговоры, могут проводиться как с участием государств, так и международных организаций, кроме того, к участию в них могут привлекаться международные эксперты в определенных областях.
Одним из способов мирного средства разрешения споров является обследование с помощью следственных комиссий. Основная задача комиссий — облегчить разрешение споров выяснением фактов, относящихся к спору, посредством беспристрастного и добросовестного расследования. Наиболее известный неоднозначно оцениваемый случай создания такой комиссии в последнее время — создание Специальной комиссии ООН по разоружению Ирака, которая была наделена чрезвычайно широкими дополнительными полномочиями.
Согласно статье 2 Гаагской Конвенции 1907 г. государства в случае серьезного разногласия должны прибегнуть к добрым услугам или посредничеству одного или нескольких дружественных государств. Добрые услуги или посредничество могут предлагать непричастные к конкретному спору государства. Оказывающие добрые услуги государство или международная организация не участвуют в переговорах. При посредничестве третья сторона вправе участвовать в переговорном процессе и выдвигать предложения по существу спора.
Добрые услуги или посредничество могут оказывать и международные организации. Во время Карибского кризиса 1962 года СССР согласился на добрые услуги Генерального Секретаря ООН по содействию переговорам с США, что позволило обеспечить безопасность Кубы.
Примирение как способ решения споров применяется сравнительно редко. Комиссия ООН по праву международной торговли (ЮНСИТРАЛ) приняла в 1995 году правила примирительной процедуры для разрешения споров между государствами. При применении такой процедуры стороны образуют международную согласительную комиссию, которая вырабатывает рекомендации, не являющиеся юридически обязательными для сторон, участвующих в споре.
Если использование вышеперечисленных способов разрешения международных споров не привело к разрешению спора, спор может передаваться в международные инстанции, например, в третейский суд, арбитраж или международный судебный орган. Международными договорами может непосредственно предусматриваться, какими именно средствами должны воспользоваться участники для разрешения спорных вопросов. Например, Конвенция ООН по морскому праву 1982 г. предусматривает следующие обязательные процедуры урегулирования споров: Международный трибунал по морскому праву, Международный суд ООН, арбитраж, создаваемый в соответствии с приложением VII к Конвенции, специальный арбитраж, образуемый в соответствии с приложением VIII к Конвенции.

## Арбитраж и судебные органы
В отличие от средств разрешения международных споров, описанных в предыдущем разделе, рассмотрение спора в международных арбитражных и судебных органах: 
- опирается на нормативные источники;
- вынесенное решение носит обязательный характер.

Международный арбитраж, разбирающий спор между государствами, может создаваться специально для конкретного спора (ad hoc) или функционировать постоянно. Арбитраж состоит из арбитров, назначенных сторонами, и согласованного ими суперарбитра. Иногда суперарбитра может назначать третья сторона, не участвующая в споре.
Постоянная палата третейского суда, расположенная в Гааге (Нидерланды), состоит из арбитров, назначенных государствами-участниками, и административных органов. Из числа этих арбитров формируется арбитраж для конкретного спора.
Международный Суд ООН состоит из 15 судей, представляющих основные правовые системы мира, и избираемых Советом Безопасности и Генеральной Ассамблеей ООН. Споры передаются на рассмотрение Международного Суда по соглашению сторон. Международный Суд рассматривает споры только между государствами.
Международный трибунал ООН по морскому праву, начавший работу  в 1996 году, рассматривает споры между государствами, а также Трибуналу подсудны споры с участием Международного органа по морскому дну, юридических и физических лиц государств-участников Конвенции, осуществляющих деятельность в международном районе морского дна, и государств-участников других соглашений, касающихся вопросов, охватываемых Конвенцией по морскому праву.
Существуют региональные международные судебные органы, например, Европейский суд по правам человека, Межамериканский суд по правам человека, Экономический Суд Содружества Независимых Государств, Суд ЕС, Верховный Суд Африканского Союза, а также специализированные суды для особых категорий международных споров, например, для разрешения споров в области борьбы с загрязнением, споров в системе ГАТТ/ВТО, инвестиционных споров и т.д. Число международных судебных учреждений значительно увеличилось за последние 30 лет.

## Международные организации
Международные организации — важнейший инструмент решения международных споров. Особое место в этом занимают главные органы ООН — Совет Безопасности и Генеральная Ассамблея.
Любой член ООН может довести до сведения Совета Безопасности или Генеральной Ассамблеи о любом споре, продолжение которого могло бы угрожать поддержанию международного мира и безопасности.  Нечлены ООН могут сообщать Генеральной Ассамблее и Совету Безопасности о споре, в котором они являются стороной, если они примут на себя обязательство разрешать спор мирными средствами.
Совет Безопасности уполномочивается расследовать любой спор или любую ситуацию, которая может привести к международным трениям или вызвать спор, для определения того, не может ли продолжение этого спора или ситуации угрожать поддержанию международного мира и безопасности.
СБ может рекомендовать любые способы мирного разрешения споров, указанные в Уставе или рекомендовать условия разрешения спора, какие найдет подходящими.
На основании Устава ООН решения Совета Безопасности являются обязательными для выполнения участниками спора и другими членами Организации.
Генеральная Ассамблея ООН может обсуждать любую ситуацию независимо от её происхождения, которая, по мнению Ассамблеи, может нарушить общее благополучие или дружественные отношения между нациями, и рекомендовать меры для её мирного улаживания. Решения Генеральной Ассамблеи являются рекомендательными. Генеральная Ассамблея может обращать внимание Совета Безопасности на любую ситуацию или международный спор.
Специализированные учреждения ООН содержат в своих учредительных актах положения о порядке разрешения споров, касающихся толкования их учредительных актов. Спор, не решенный в порядке переговоров, может передаваться на рассмотрение главного органа организации.